# Campionati europei di atletica leggera indoor 2015 - Salto in lungo femminile

## Podio
| Pos.    | Atleta                    | Nazionalità | Misura |
| ------- | ------------------------- | ----------- | ------ |
| Oro     | Ivana Španović            | Serbia      | 6,98 m |
| Argento | Sosthene Taroum Moguenara | Germania    | 6,83 m |
| Bronzo  | Florentina Marincu        | Romania     | 8,06 m |

## Record
Prima di questa competizione, il record del mondo (RM), il record europeo (EU) ed il record dei campionati (RC) sono i seguenti:
| Record                | Prestazione | Atleta                       | Data                             | Competizione        |
| --------------------- | ----------- | ---------------------------- | -------------------------------- | ------------------- |
| Record mondiale       | 7,37 m      | Heike Drechsler Germania Est | 13 febbraio 1988 Vienna, Austria |                     |
| Record europeo        | 7,37 m      | Heike Drechsler Germania Est | 13 febbraio 1988 Vienna, Austria |                     |
| Record dei campionati | 7,30 m      | Heike Drechsler Germania Est | 5 marzo 1988 Budapest, Ungheria  | Europei indoor 1988 |

## Programma
| Data         | Ora   | Turno          |
| ------------ | ----- | -------------- |
| 6 marzo 2015 | 12:15 | Qualificazioni |
| 7 marzo 2015 | 16:45 | Finale         |

## Risultati

### Qualificazioni
La qualificazione si è tenuta venerdì 6 marzo a partire dalle 12:15. Accedono alla finale gli atleti che ottengono la misura di 6,65 metri (Q) o le prime 8 migliori misure (q).
| Pos. | Atleta                      | Nazionalità | 1ª prova | 2ª prova | 3ª prova | Risultato | Note |
| ---- | --------------------------- | ----------- | -------- | -------- | -------- | --------- | ---- |
| 1    | Ivana Španović              | Serbia      | 6,76 m   | -        | -        | 6,76 m    | Q    |
| 2    | Sosthene Taroum Moguenara   | Germania    | 6,72 m   | -        | -        | 6,72 m    | Q    |
| 3    | Alina Rotaru                | Romania     | 6,55 m   | 6,59 m   | 6,33 m   | 6,59 m    | q    |
| 4    | Éloyse Lesueur              | Francia     | 6,59 m   | x        | -        | 6,59 m    | q    |
| 5    | Florentina Marincu          | Romania     | 6,57 m   | 6,42 m   | 6,57 m   | 6,57 m    | q    |
| 6    | Aiga Grabuste               | Lettonia    | 5,95 m   | 6,51 m   | 6,57 m   | 6,57 m    | q    |
| 7    | Karin Melis Mey             | Turchia     | 6,57 m   | 6,49 m   | 6,48 m   | 6,57 m    | q    |
| 8    | Melanie Bauschke            | Germania    | 6,53 m   | 6,44 m   | 6,32 m   | 6,53 m    | q    |
| 9    | Khaddi Sagnia               | Svezia      | 6,52 m   | x        | 6,42 m   | 6,52 m    |      |
| 10   | Anastasija Mirončyk-Ivanova | Bielorussia | 6,50 m   | x        | x        | 6,50 m    |      |
| 11   | Erica Jarder                | Svezia      | 6,23 m   | 6,12 m   | 6,49 m   | 6,49 m    |      |
| 12   | Hafdís Sigurdardóttir       | Islanda     | 6,32 m   | 6,18 m   | 6,35 m   | 6,35 m    |      |
| 13   | Nina Djordjevic             | Slovenia    | 6,16 m   | 6,23 m   | 6,30 m   | 6,30 m    |      |
| 14   | Xenia Achkinadze            | Germania    | 6,09 m   | x        | 6,29 m   | 6,29 m    |      |
| 15   | Jana Veldáková              | Slovacchia  | x        | 6,29 m   | x        | 6,29 m    |      |
| 16   | Maryna Bech                 | Ucraina     | 6,27 m   | 6,15 m   | x        | 6,27 m    |      |
| 17   | Laura Strati                | Italia      | 6,18 m   | 6,22 m   | 6,09 m   | 6,22 m    |      |
| 18   | Lucie Slanícková            | Slovacchia  | 6,17 m   | 6,01 m   | x        | 6,17 m    |      |
| 19   | Nadia Akpana Assa           | Norvegia    | x        | 6,08 m   | 5,95 m   | 6,08 m    |      |
| 20   | Renata Medgyesová           | Slovacchia  | x        | 6,04 m   | 5,70 m   | 6,04 m    |      |
| 21   | Maiko Gogoladze             | Georgia     | 5,88 m   | x        | x        | 5,88 m    |      |
| 22   | Claudia Guri                | Andorra     | 5,46 m   | 5,32 m   | x        | 5,46 m    |      |

### Finale
La finale ha avuto inizio alle 16:45 di sabato 7 marzo.
| Pos.    | Atleta                    | Nazionalità | 1ª prova | 2ª prova | 3ª prova | 4ª prova | 5ª prova | 6ª prova | Misura | Note                                     |
| ------- | ------------------------- | ----------- | -------- | -------- | -------- | -------- | -------- | -------- | ------ | ---------------------------------------- |
| Oro     | Ivana Španović            | Serbia      | 6,80 m   | x        | 6,98 m   | 6,89 m   | 6,71 m   | 6,81 m   | 6,98 m | Record nazionale                         |
| Argento | Sosthene Taroum Moguenara | Germania    | 6,83 m   | x        | x        | 6,55 m   | x        | 6,61 m   | 6,83 m | Miglior prestazione personale stagionale |
| Bronzo  | Florentina Marincu        | Romania     | x        | 6,70 m   | 6,59 m   | 6,60 m   | 6,79 m   | x        | 6,79 m | Miglior prestazione europea under 20     |
| 4       | Alina Rotaru              | Romania     | x        | 6,74 m   | 6,50 m   | 6,53 m   | 6,69 m   | x        | 6,74 m | Miglior prestazione personale            |
| 5       | Éloyse Lesueur            | Francia     | x        | x        | x        | 6,66 m   | 6,73 m   | 6,57 m   | 6,73 m |                                          |
| 6       | Melanie Bauschke          | Germania    | 6,59 m   | x        | 6,48 m   | 6,57 m   | 6,45 m   | 6,39 m   | 6,59 m |                                          |
| 7       | Karin Melis Mey           | Turchia     | x        | 6,57 m   | x        | 6,45 m   | 6,42 m   | 6,50 m   | 6,57 m |                                          |
| 8       | Aiga Grabuste             | Lettonia    | 6,54 m   | x        | x        | x        | 6,41 m   | 6,36 m   | 6,54 m |                                          |